# 柱八 (角宿)
半人馬座3，又名CD-32 9676，HD 120709、SAO 204916、HR 5210，是半人馬座的一颗恒星，视星等为4.56，位于銀經317.28，銀緯28.19，其B1900.0坐标为赤經13h 46m 3.1s，赤緯-32° 28.19′ 53″。